# 라지가트

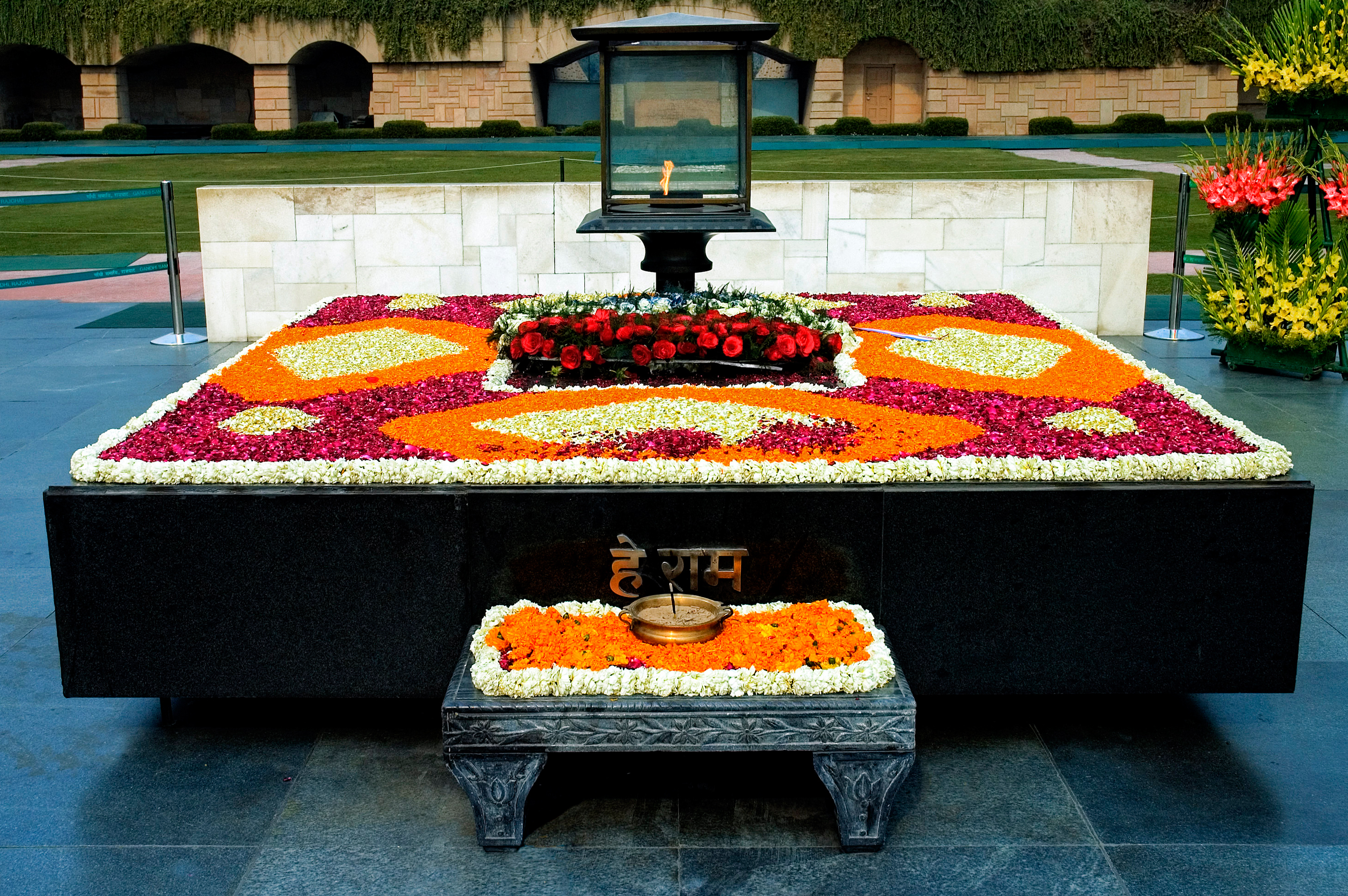

라지가트(Raj Ghat, 힌디어: राज घाट)는 간디 거리에 있는 간디의 화장터이다. 간디 기념 박물관을 포함하여 2개의 박물관이 함께 위치하고 있다.

## 개요
라지가트는 1948년 1월 30일에 극우파 힌두 청년에게 암살당한 간디의 유해를 화장한 곳으로, 잔디밭 중앙에는 검은 대리석의 네모난 대좌가 있으며, 그 중앙에는 간디가 마지막으로 남긴 말인 ‘오 신이여!’가 새겨 있다.
간디 기념 박물관은 간디에 관한 자료, 유품, 사진, 도서가 전시되어 있으며, 특히 최후의 순간에 입고 있던 검소한 의복이 진한 감동을 준다.
이곳에서 북쪽으로는 네루 집안의 3대(네루, 산자이 간디, 인드라 간디)의 화장터인 샨티바나가 있으며, 더 북쪽으로는 제2대 수상 랄 바하두르 샤스트리의 화장터인 비자이가트가 있다.

## 같이 보기
- 간디